# Bifrenaria aureofulva
Bifrenaria aureofulva là một loài lan.

## Hình ảnh

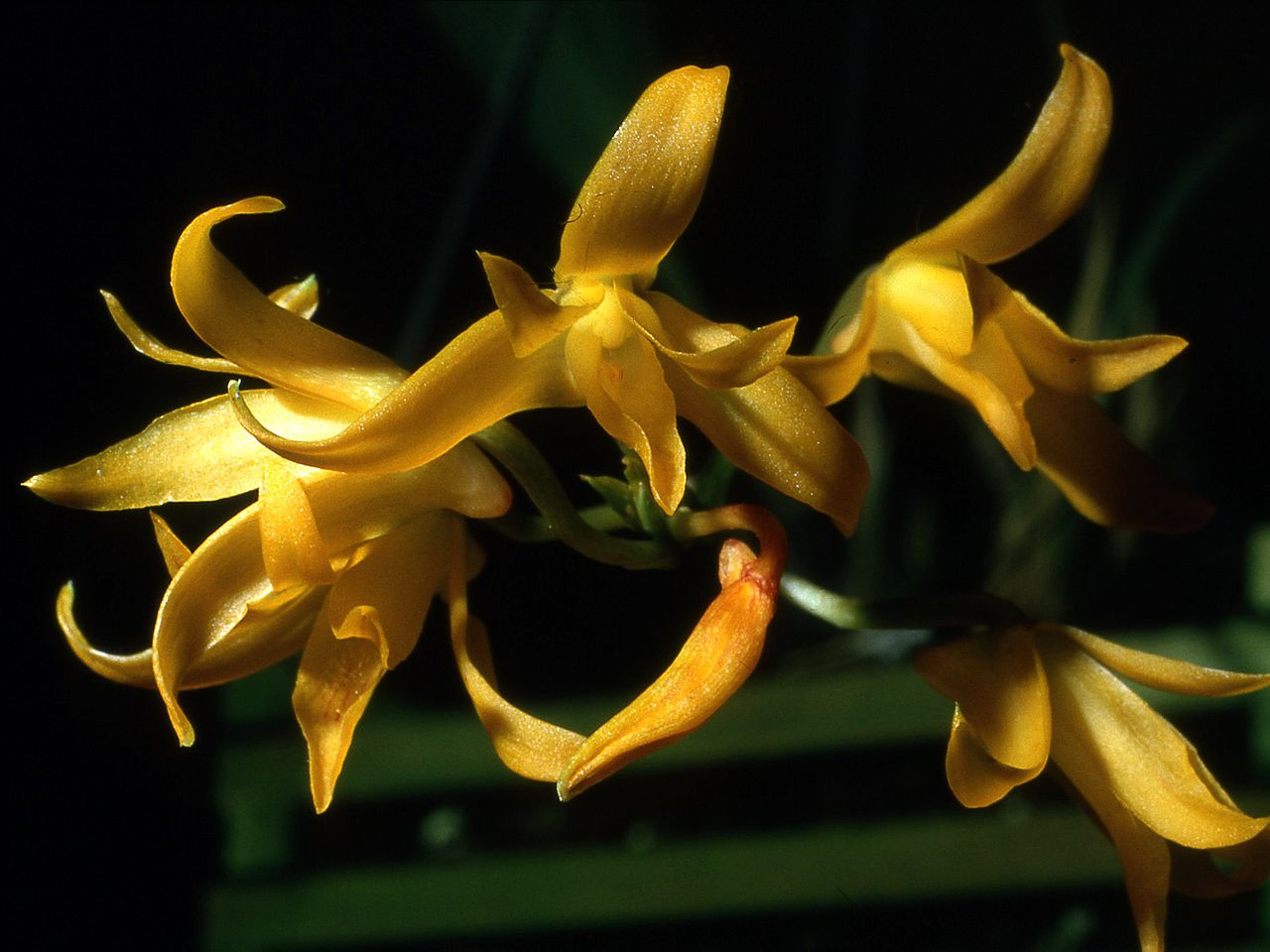

- Tập tin:Bifrenaria aureofulva (as Maxillaria aureo-fulva) - Curtis' 65 (N.S. 12) pl. 3629 (1839).jpg